# Schlacht von Vlaardingen
Die Schlacht von Vlaardingen fand am 29. Juli 1018 zwischen dem Grafen Dietrich III. von Holland und einer von Kaiser Heinrich II. gesandten Armee statt. Das Schlachtfeld lag nördlich von Vlaardingen auf der heutigen Zouteveense Polder.

## Vorgeschichte
Dietrich III., ein Vasall Heinrichs II., hatte die Festung Vlaardingen errichten lassen und erhob von dort aus – ohne Genehmigung des Kaisers – Zoll von den Kaufleuten, die diese Stelle passieren mussten, um von der wichtigen Handelsstadt Utrecht aus die Nordsee zu erreichen.
Kaufleute aus Tiel alarmierten den Kaiser auch über gewalttätige Übergriffe von Dietrichs Leuten gegen sie, woraufhin der Kaiser sich entschloss, Dietrichs Herrschaft zu beenden und das Land Adalbald II., dem Bischof von Utrecht, zu übertragen.

## Die Schlacht
Eine große kaiserliche Armee unter dem Oberbefehl des Herzogs von Niederlothringen, Gottfried II., die von Truppen des Bischofs von Utrecht Adalbald II., des Bischofs von Lüttich Balderich II. von Loon und des Bischofs von Metz Dietrich II. von Luxemburg verstärkt wurden, zog gegen Vlaardingen. Dietrich III. und sein kleines Heer stellten eine Falle nördlich von Vlaardingen. Als die kaiserlichen Soldaten bereits ihren Sieg feierten, griffen die Friesen an. Das Gelände war sumpfig, das Schlachtfeld schmal und die Einheimischen benutzten auf den Sielen, die das Meer gespült hatte, Boote, mit denen sie ihre Truppen unterstützten.
Die Schlacht von Vlaardingen wurde für Dietrich zu einem gewaltigen Sieg. Der größte Teil des kaiserlichen Heeres wurde getötet, die überlebenden Offiziere wurden gefangen genommen und hingerichtet, der Befehlshaber, Herzog Gottfried, wenig später freigelassen.

## Auswirkungen
Dietrich III. konnte nach dem Sieg nicht nur seinen Besitz behaupten, darüber hinaus durfte er nun auch mit Erlaubnis des Kaisers von Vlaardingen aus von den vorbeiziehenden Kaufleuten Zoll erheben.